# Донузлав (аеродром)
Донузлав — військовий аеродром розташований на південному березі озера Донузлав, недалеко від селища Мирний, на заході Автономної Республіки Крим. У 1995 аеродром був виведений з експлуатації та ЗПС була частково розібрана.

## Історія
На початку 1958 року на аеродромі «Донузлав» було сформовано 307-му окрему авіаційну ескадрилью корабельних гелікоптерів Ка-15, яка стала частиною 872-го окремого авіаційного полку гелікоптерів.
Влітку 1959 року на озері Донузлав проходили випробування нового гідроплана Бе-6, а пізніше, в грудні цього ж року в ЧФ СРСР було сформовано 270-ту окрему морську розвідувальну ескадрилью, з місцем постійного базування — гідроаеродром «Донузлав». На її озброєнні були гідроплани Бе-10 та Бе-12. Аеродром мав обладнані майданчики для спуску на воду та виходу з води на сушу гідропланів.
Восени 1968 року на аеродромі було побудовано бетонну злітно-посадкову смугу 1500×32 метри.

### Російсько-українська війна
Перед повномасштабним вторгненням Росії в лютому 2022 рядом ЗМІ було оприлюднено супутникові знімки, на яких було видно, що на аеродромі «Донузлав» зосереджено більше півсотні військових гелікоптерів ВПС Російської Федерації. Їх кількість була настільки велика, що деякі з них були розміщені не лише на бетонних майданчиках і рульових доріжках, а й просто на ґрунтових стоянках і на місцях, які фактично не призначені для цього.